# 拉納王朝
拉納王朝（Rāņā shāsana）是指尼泊爾沙阿王朝中的一個時期（1846年—1951年）。这个时期由拉其普特人江格·巴哈都爾·拉納家族世襲尼泊爾首相職務，掌握政府大小部門的任命权。
在這个時期，國王只是傀儡，直到1951年特里布萬國王在印度幫助下終結拉納家族統治。這也是尼泊爾正式定型為印度教王國的時期。

## 拉納家族出身首相列表
1. 江格·巴哈杜尔·拉纳：统治：1857年—1877年
2. 拉纳乌迪普·辛格·昆瓦尔（英语：Ranodip Singh Kunwar）：统治：1877年—1885年
3. 比尔·沙姆舍尔·江格·巴哈杜尔·拉纳（英语：Bir Shumsher Jang Bahadur Rana）：统治：1885年—1901年
4. 德瓦·沙姆舍尔·江格·巴哈杜尔·拉纳（英语：Dev Shumsher Jang Bahadur Rana）：统治：1901年
5. 昌德拉·沙姆舍尔·江格·巴哈杜尔·拉纳（英语：Chandra Shumsher Jang Bahadur Rana）：统治：1901年—1929年
6. 比姆·沙姆舍尔·江格·巴哈杜尔·拉纳（英语：Bhim Shamsher Jang Bahadur Rana）：统治：1929年—1932年
7. 朱达·苏姆谢尔·忠格·巴哈杜尔·拉纳：统治：1932年—1945年
8. 帕德玛·萨马舍尔·江格·巴哈杜尔·拉纳：统治：1945年—1948年
9. 莫汉·沙姆舍尔·江格·巴哈杜尔·拉纳（英语：Mohan Shumsher Jang Bahadur Rana）：统治：1948年—1951年